# Violka Rivinova
Violka Rivinova (Viola riviniana) je vytrvalá bylina z čeledi violkovité (Violaceae). V roce 2002 se stala německou Rostlinou roku.

## Popis

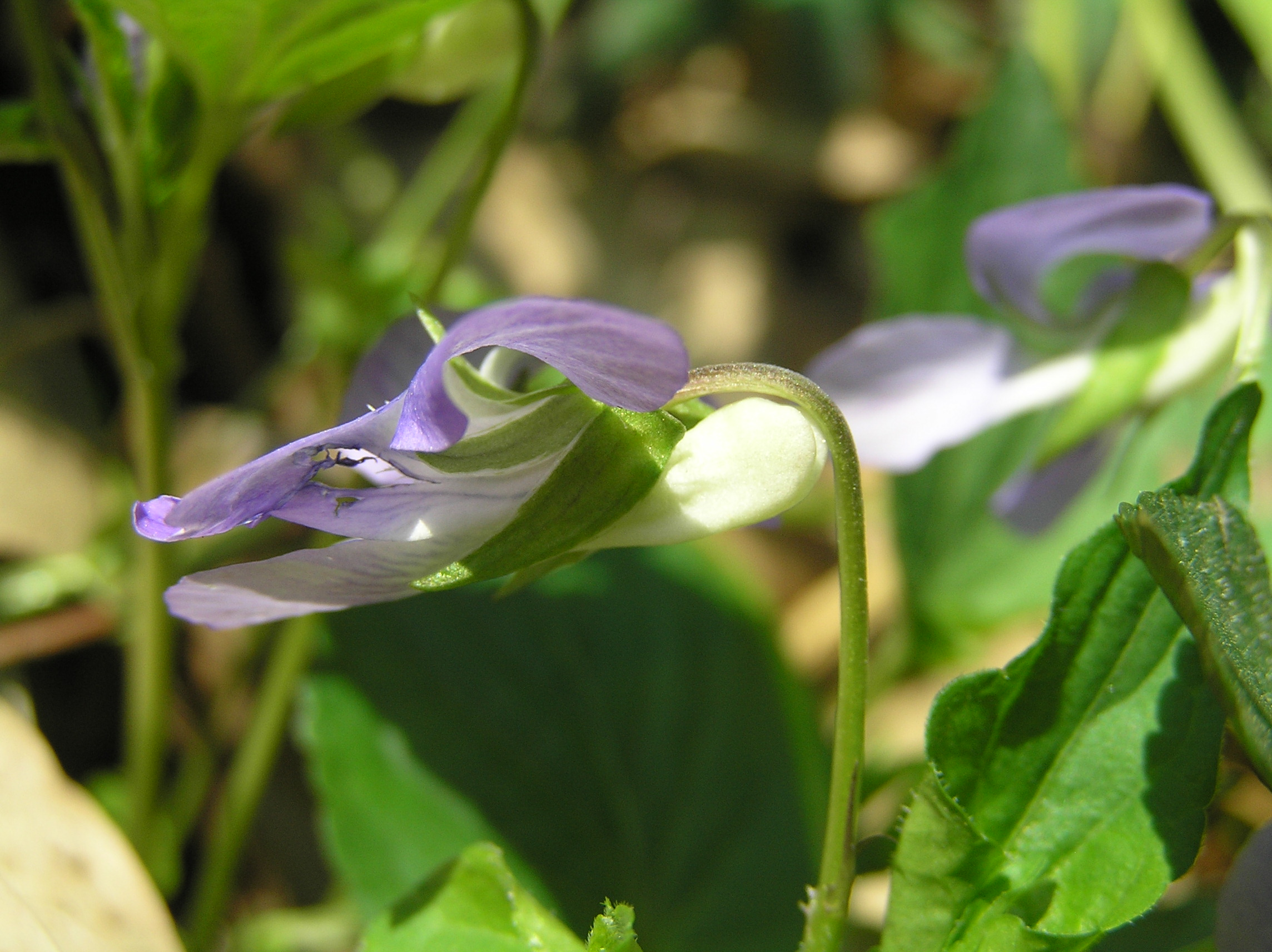
Detail květu

Dorůstá výšky cca 10–20 cm, v době plodů většinou ještě o kousek vyroste, i na 35 cm. Oddenek je přímý nebo vystoupavý, často vícehlavý. Listy jsou jednoduché, čepele listů na bázi srdčité, jsou vejčité až okrouhle vejčité, většinou o něco širší než delší či zhruba stejně široké jako dlouhé, všechny listy na okraji jsou mělce vroubkovaně pilovité.
Lodyha se vytváří, jsou přítomny přízemní i lodyžní listy. Na bázi listů jsou palisty, které jsou u přízemních i lodyžních listů úzce až široce kopinaté a třásnitě zubaté. Na květní stopce jsou v horní třetině 2 listénce.
Květy jsou nevonné. Přívěsky kališních lístků jsou větší, cca 1,5–2,5 mm dlouhé, zabírající cca 1/4 délky kališního lístku (tedy větší než u violky lesní).
Korunní lístky jsou bledě modrofialové až bledě modré, ostruha je bělavá a celkem silná (cca 3 mm) (podobná violka lesní má ostruhu fialovou a tenčí [do 2 mm]). Kvete v dubnu až v květnu. Plodem je tobolka.

## Rozšíření ve světě
Roste v Evropě, chybí však na SV a JV evropské části Ruska. Málo zasahuje i do severní Afriky. Mapa viz zde: .

## Rozšíření v Česku
Roztroušeně po celé zemi, v horách jen vzácně, nad 800 m n. m. už zpravidla neroste. Je světlomilnější než violka lesní, vyhovuje jí polostín. Najdeme ji v dubohabřinách, méně extrémních acidofilních doubravách a teplomilných doubravách. V tmavších lesích, třeba v bučinách, roste častěji jen na světlinách a při lesních cestách. Najdeme ji také na pasekách a v lesních lemech.

## Kříženci
Často se kříží s violkou lesní, kříženec se jmenuje Viola × dubia a hojně vytváří hybridní roje. Celkem častý je také kříženec s violkou psí, kříženec se jemnuje Viola × baltica, a také vytváří hybridní roje, existují i další hybridní kombinace.